# Horsetidsel
Horsetidsel (Cirsium vulgare) er en toårig plante i kurvblomst-familien. Den når en højde på op til 150 cm, og den blomstrer fra juli til september.

## Beskrivelse
Første år udvikles en bladroset med en kraftig pælerod. Andet år udvikles den blomsterbærende stængel. Bladhovedtidslen horsetidsel bliver normalt indtil 1,5 meter høj og er ofte grenet foroven. Stænglen er stift opret, grågrøn og spindelvævhåret. Den har kraftig tornede, nedløbende bladvinger. Bladene er lancetformede og fjersnitdelte med mere eller mindre fligede endeafsnit, som bærer kraftige, gule torne i forlængelse af bladnerverne og er noget nedløbende på stænglen, som er hvidfiltede på undersiden, grågrønne og stivhårede på oversiden.
Kurvene er lyslilla, sjældnere hvidlige. Frugten er 3-5 mm lang og med 2-3 cm lang, fjerformet fnok. Dens blomster bestøves af insekter, især bier.

## Kendetegn
Kurvene er 3-4 cm brede og sidder enligt for enden af grenene. Kurvbladene er smalt lancetformede, grå og spindelvævhårede og med en lang udstående, stiv torn i spidsen. Horsetidsel er dog meget variabel i højde og i graden af behåring. Især unge bladrosetter kan være meget tæt hårede.

## Voksested
Den foretrækker en næringsrig jord på lyse pladser i en tør til middelfugtig kvælstofrig bund på rydninger, langs veje, på brakmarker, græsmarker osv.
Horsetidsel er almindelig i hele landet, men især på Øerne og i Østjylland.
| Portal | Portal:Botanik |